# بروک، کنت
بروک (به انگلیسی: Brook) یک روستا و محله مدنی در بریتانیا است که در Ashford واقع شده‌است. بروک ۴٫۰۱ کیلومتر مربع مساحت و ۳۱۰ نفر جمعیت دارد.